# Marguerite de Launay, baronesa de Staal
Marguerite de Launay conhecida como Baronesa de Staal (Paris, 30 de agosto de 1684 – Gennevilliers, 15 de junho de 1750) foi uma escritora francesa.

## Vida
De Launay nasceu em Paris. Seu pai era um pintor chamado Cordier. Ele parece ter abandonado sua mãe, que então retomou seu nome de solteira, de Launay, que também foi adotado por sua filha. Foi educada num convento de Evreux, do qual era superiora Mme de La Rochefoucauld, irmã de François de La Rochefoucauld, autor das Máximas. Lá, ela se apegou a Mme de Grieu, que, sendo nomeada abadessa do convento de St. Louis em Rouen, levou sua amiga com ela.
Mlle de Launay viveu lá até 1710, e manteve uma pequena corte própria, que incluía Brunel, o amigo de Fontenelle, o sieur de la Rey e o abade Vertot. Ela descreve sua primeira paixão pelo marquês de Silly, irmão de um amigo com quem ela estava visitando. Seu afeto não foi correspondido, mas ela manteve uma correspondência com ele na qual desempenha o papel de diretora.
Após a morte de seu patrono, Mme de Grieu, a pobreza obrigou-a a entrar na casa da Luísa Benedita de Bourbon no Château de Sceaux na qualidade de dama de companhia. Seu talento literário logo se manifestou na corte literária da duquesa, e lhe garantiu, entre outras amizades, a admiração um tanto indesejável do abade Chaulieu. Diz-se que a duquesa, com base na autoridade um tanto duvidosa de sua dama de companhia, teve muito ciúme de sua criada. O suficiente, entretanto, é conhecido do temperamento imperioso e caprichoso da duquesa para tornar improvável que seu serviço fosse agradável. Mlle de Launay, no entanto, gozava de grande parte da confiança de sua amante e tinha uma parte considerável na redação do Mémoire des princes légitimes, que exigia a reunião dos estados-gerais.
Ela foi implicada na conspiração de Cellamare de Giulio Alberoni contra Filipe II, duque de Orléans, regente de Luís XV da França, e foi enviada em 1718 para a Bastilha, onde permaneceu por dois anos. Mesmo aqui, no entanto, ela fez conquistas, embora estivesse longe de ser bonita. Seu próprio relato de seu amor por seu companheiro de prisão, o chevalier de Ménil, e da paixão do chevalier de Maisonrouge, seu carcereiro, por ela, é justamente famoso. Retornou em sua libertação ao serviço da duquesa, que não agradeceu a devoção, aproximando-se do heroico, que Mlle Delaunay havia demonstrado em sua causa. Ela não foi promovida e ainda assim teve que cumprir as cansativas obrigações de uma empregada doméstica. Ela recusou, é dito, André Dacier, viúvo de uma esposa mais famosa do que ele, e, em 1735, com então mais de cinquenta anos, casou-se com o Barão de Staal. Sua insatisfação com sua posição tornou-se tão evidente que a duquesa, com medo de perder seus serviços, arranjou o casamento para dar a Mlle Delaunay um posto suficiente para permitir sua promoção em igualdade com as damas da corte.
Nesta base, ela permaneceu um membro da casa. Foi nessa época que ela se tornou amiga e correspondente de Marie Anne de Vichy-Chamrond, marquise du Deffand. Ela morreu em Gennevilliers.

## Trabalhos
Suas Mémoires apareceram cerca de cinco anos depois, e muitas vezes foram reimpressas, tanto separadamente quanto em coleções de memórias dos séculos XVII e XVIII, às quais a autora pertencia tanto em estilo quanto em caráter. Ela tem muito da franqueza e verve sedutora de Mme de Sévigné e seus contemporâneos, mas mais do que um pouco misturada com a sensibilidade de uma época posterior. Pode-se duvidar que ela não exagere um pouco os desconfortos de sua posição e sua percepção deles. Em sua falta de ilusões, ela era uma criança do século XVIII. Sainte-Beuve diz que o momento mais adequado para a leitura dos Mémoires é o final do outono, sob as árvores de novembro, mas seu livro é extremamente divertido de ler, além de não um pouco instrutivo. Os humores da corte de Sceaux são descritos como dificilmente qualquer outra sociedade do tipo jamais foi. "Dans cet art enjoué de raconter", diz Sainte-Beuve, "Madame de Staal est classique".
Além de suas Mémoires, Mme de Staal deixou duas excelentes curtas comédias, encenadas na corte de Sceaux, e algumas cartas, cujas respostas em alguns casos existem, e mostram, assim como as referências de contemporâneos, que a escritora não exagerou seu próprio charme. Suas Mémoires foram traduzidas por Selina Bathurst (1877) e por Cora H. Bell (1892). Veja a edição (1877) de seus Mémoires de M. de Lescure.

## Publicações
- Mémoires de Madame de Staal, écrits par elle-même. Tome premier [à quatrième]. - Londres [s.n.] 1755. [BM Senlis]
- La Bastille sous la régence, Paris, A. Fayard, 1910
- L'Engouement & La mode: deux comédies en trois actes, Éd. et notes Jacques Cormier, Paris, l'Harmattan, 2005
- Lettres de Mlle Delaunai (Mme de Staal) au chevalier de Ménil, au marquis de Silly, et à M. de Héricourt, Paris, Colin, 1806
- Mémoires de jeunesse, Éd. et préf. de Chantal Thomas, Paris, Mercure de France, 1996
- Mémoires de Mme de Staal-Delaunay, Paris, Mercure de France, 1970
- Une Idylle à la Bastille, Paris, Bibliothèque mondiale, 1958
- Mémoires in La Fabrique de l'intime. Mémoires et journaux de femmes du XVIIIe siècle, éd. Catriona Seth, Paris Robert Laffont, Bouquins, 2013.

### Entretenimentos e comédias
- 1715: La Comédie, Le Jeu, L'Engouement, publicado em 1755.
- 1725: La Mode.
- 1761: Les Ridicules du jour, même pièce que La Mode jouée à la Comédie-Italienne.

### Manuscrito
O manuscrito NAF 12413 da Bibliothèque nationale de France contém 19 cartas autógrafas de Mme de Staal para Madame du Deffand que datam de julho a outubro de 1747 (f.1-44), bem como cópias de L'Engouement (f.76-118) e L'Abrégé de métaphysique (f.123-149v) de Mme de Staal (online)